# 明斯特-格申恩

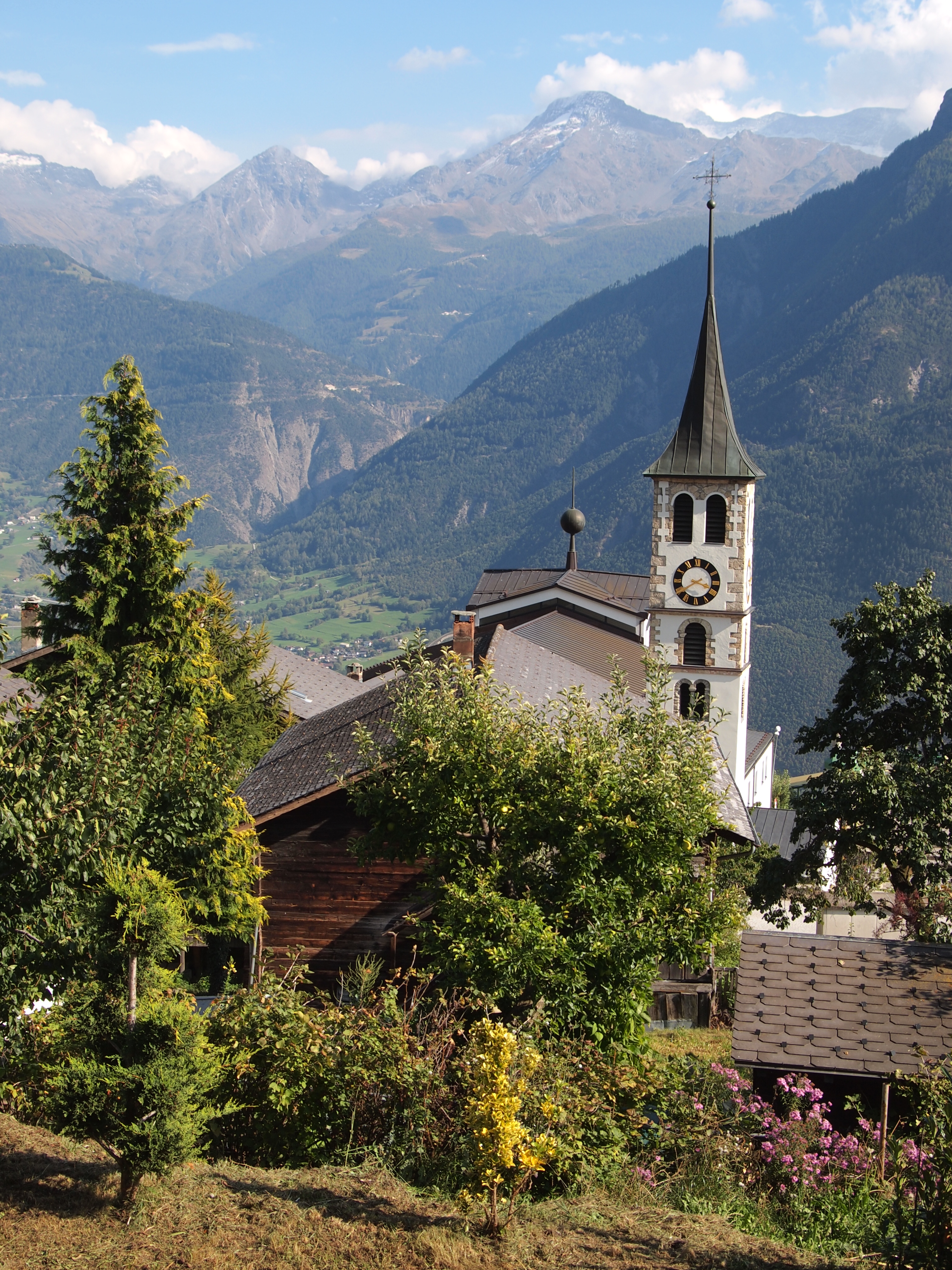

明斯特-格申恩是瑞士的城鎮，位於該國南部，由瓦萊州負責管轄，面積48.59平方公里，海拔高度1,370米，2011年人口507，八成人口信奉羅馬天主教，人口密度每平方公里10人。

## 外部連結
- Official website （页面存档备份，存于） （德文）